# Submetacentrični kromosom
Submetacentrični kromosom je onaj kromosom čija se centromera ne nalazi na sredini, već je pomaknuta k jednom kraju, dijeleći tako kromosom na dva kraka nejednake duljine.
Na subematentričnom kromosomu razlikuju se stoga dva kraka:
- kraći, p krak i
- dulji, q krak.

Submetacentrični kromosomi u kariotipu čovjeka su: 2, 4, 5, 6, 7, 8, 9, 10, 11, 12, 17, 18 i X kromosom.
Žene imaju paran broj, a muškarci, zbog prisutnosti samo jednog X kromosoma, neparan broj submetacentričnih kromosoma u kariotipu.